# Ligusticum hispidum
Ligusticum hispidum là một loài thực vật có hoa trong họ Hoa tán. Loài này được (Franch.) H. Wolff ex Hand.-Mazz. mô tả khoa học đầu tiên năm 1933.